# Sobral-Coronel Virgílio Távora flygplats
Sobral Airport (portugisiska: Aeroporto Sobral) är en flygplats i Brasilien.   Den ligger i kommunen Sobral och delstaten Ceará, i den östra delen av landet, 1 600 km nordost om huvudstaden Brasília. Sobral Airport ligger 61 meter över havet.
Terrängen runt Sobral Airport är platt åt sydost, men åt nordväst är den kuperad. Runt Sobral Airport är det ganska tätbefolkat, med 185 invånare per kvadratkilometer.. Närmaste större samhälle är Sobral, 1,3 km sydväst om Sobral Airport.
Omgivningarna runt Sobral Airport är huvudsakligen savann.